# 主马达·敖外鲁月
主馬達·敖外魯月（阿拉伯语：‎，羅馬化：Jumādā al-ʾŪlā；或阿拉伯语：‎，羅馬化：Jumādā al-ʾAwwal），是伊斯兰历第五個月，該月的名字意為「第一個乾月」或「第一個夏月」，其中「主馬達」意為乾燥。

## 伊斯蘭事件
8年本月，伊斯蘭勢力與拜占庭帝國交戰，於今日約旦國內死海東處發生的穆塔之役中大敗。其中連同穆罕默德的薩哈巴宰德‧伊本‧哈里達，這位穆罕默德第一次任命的將軍在內，伊斯蘭勢力方共3名指揮官同時戰歿是役。